# Cyphomyrmex costatus
Cyphomyrmex costatus é uma espécie de inseto do gênero Cyphomyrmex, pertencente à família Formicidae.